# Policromia

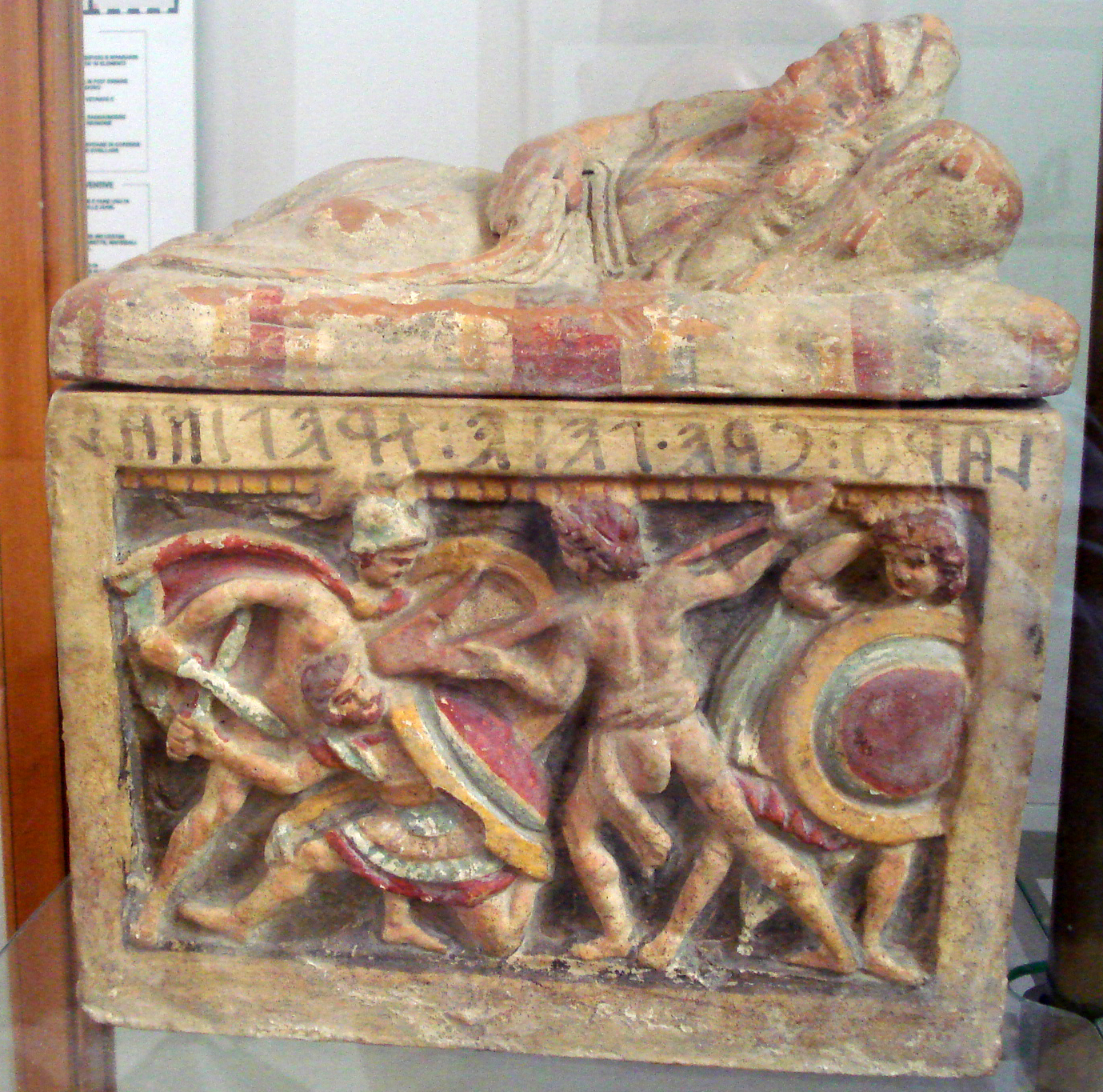
Urna etrusca amb restes de policromia

Policromia és l'estat, amb diversos colors en què es presenten certes parts dels edificis, estàtues, baixos relleus, llibres, tèxtils, etc. S'oposa a la monocromia. La coloració es pot obtenir per tècniques diferents, per l'ús de materials diferents en l'obra, per mitjà de pintures diverses, per tractaments químics diferents a parts diferenciades, per mitjà de mosaics, per incrustacions de diferents materials, per recobriments diversos, etc.

## Edat Antiga a Europa

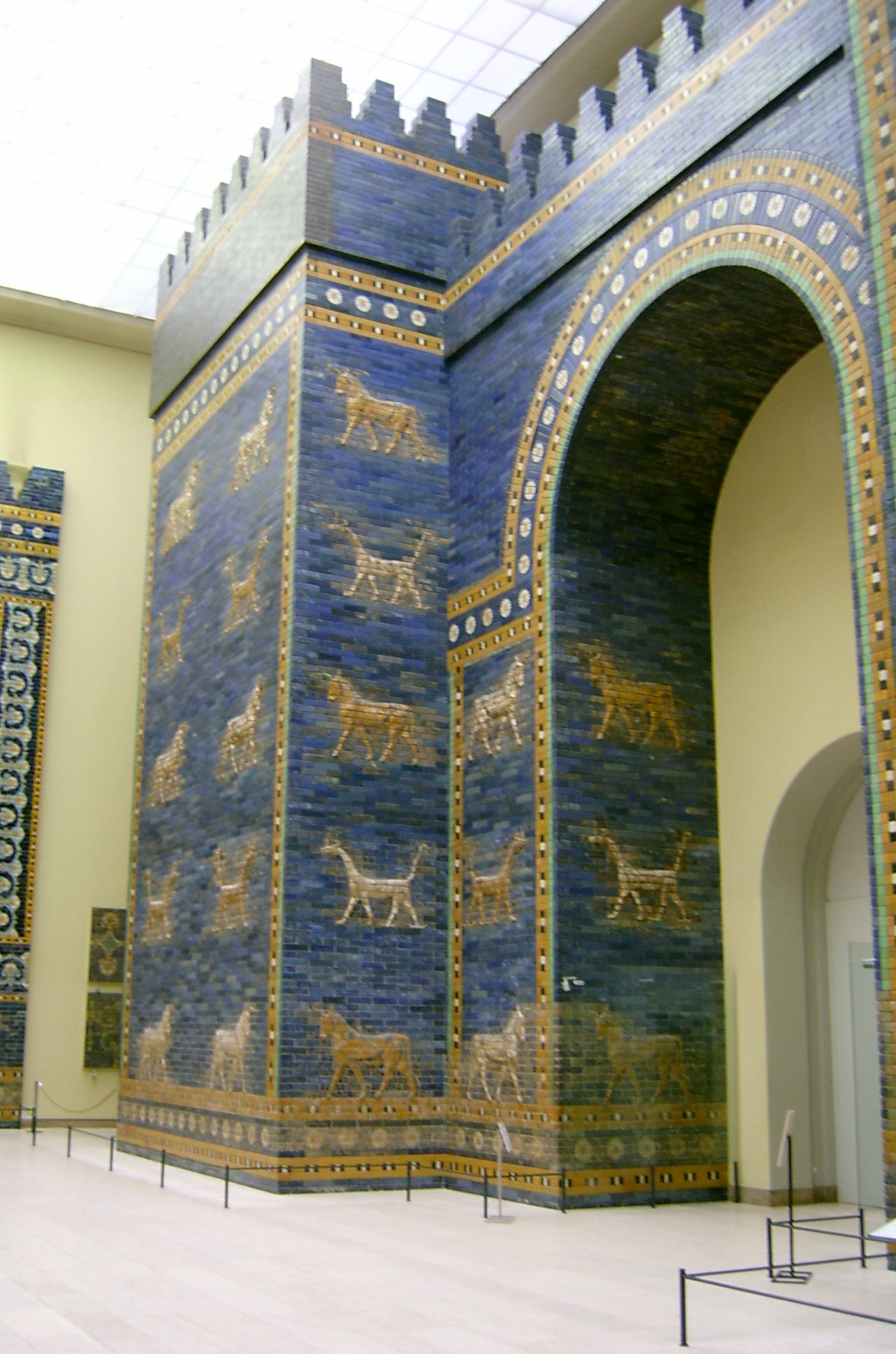
Porta d'Ishtar, un exemple de policromia en l'arquitectura babilònica

A l'antiguitat, els assiris i caldeus pintaven de brillants colors les seves estàtues i a més decoraven les parets dels seus edificis amb rajoles, amb pintures murals del mar de color viu perfilant amb una gruixuda ratlla negra o de color el seu contorn. Els egipcis van cobrir de pintures jeroglífiques els seus temples i palaus. Tenim múltiples proves materials de l'ús de policromia a l'arquitectura per part dels perses, els assiris i els babilonis. També s'usava en escultura, a l'antiga Etiòpia es pintaven les estàtues de les divinitats i els assiris les revestien d'un vernés acolorit mentre que els fenicis, babilonis i perses les ornaven amb ivori, metalls (or i argent) i pedres prescioses.

### Antiga Grècia

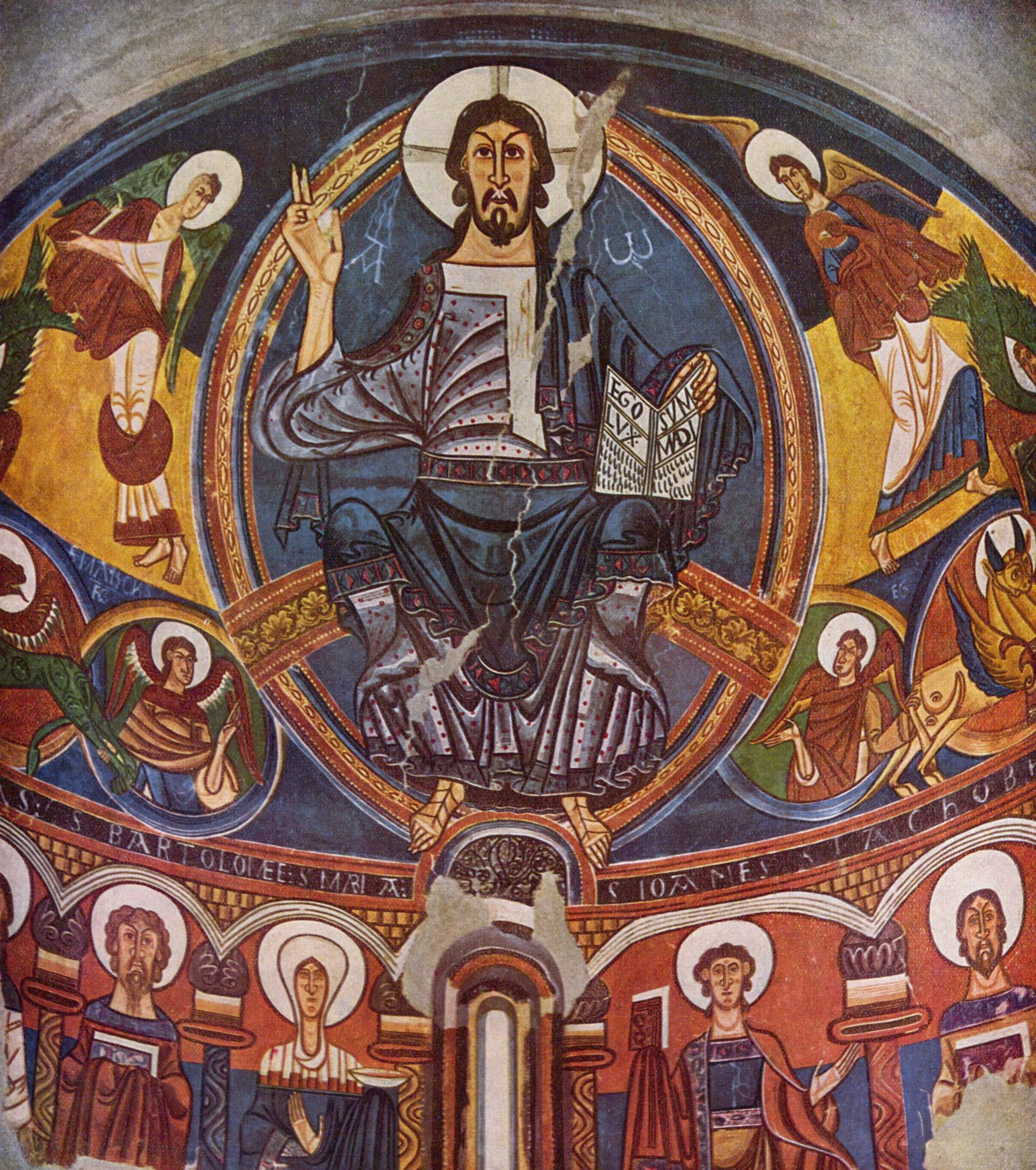
Interior de l'església romànica de Sant Climent de Taüll

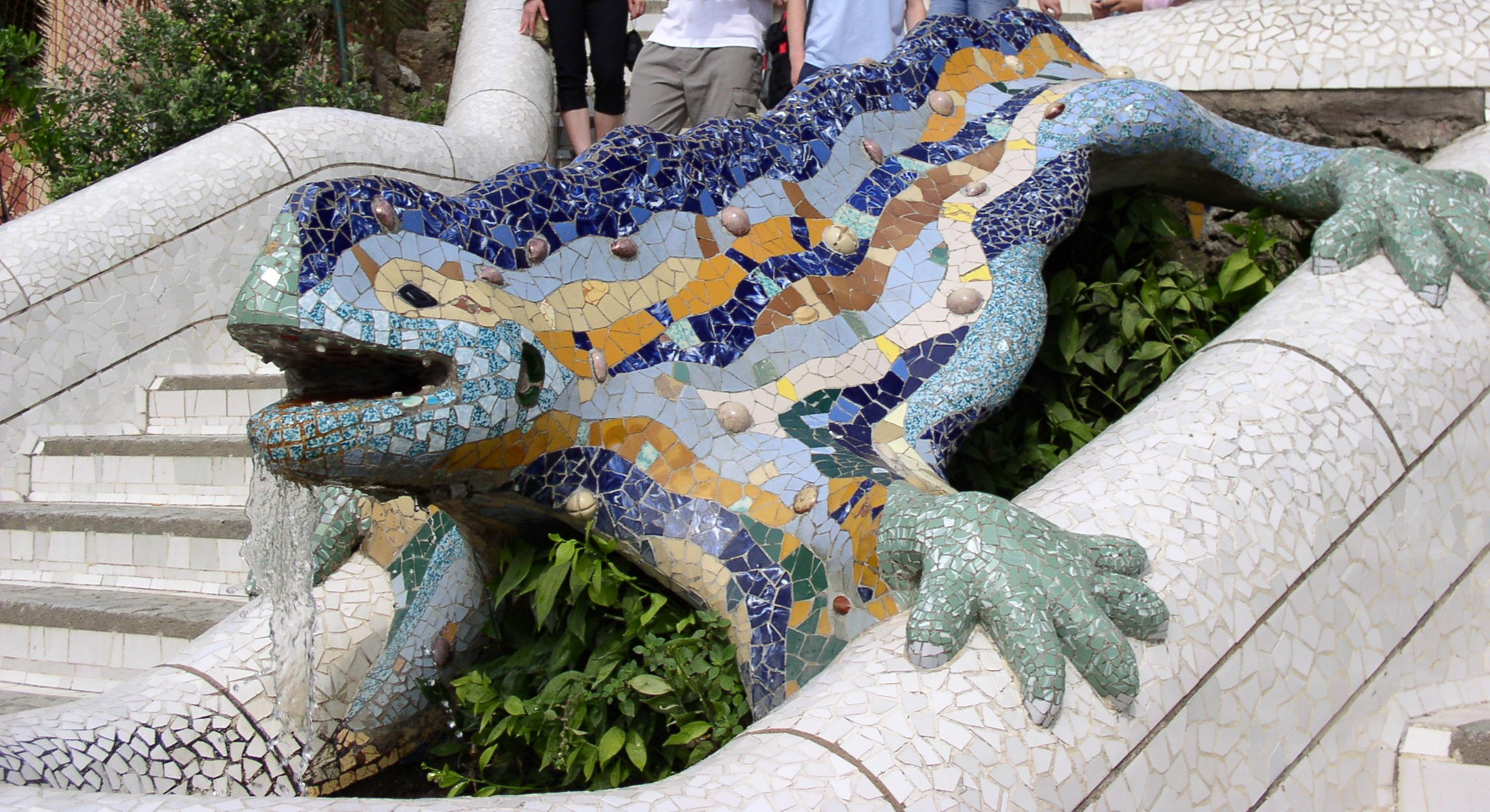
Escultura al parc Güell de Barcelona

Els grecs van aplicar colors als monuments a totes les seves grans èpoques, començant per quan només utilitzaven fusta com a material arquitectònic, que ja van pintar sobretot amb fins de conservació i anticorrossió. Més tard, amb la ntroducció d'innovacions en els materials i elements, continuent pintant no sols els plafons i biques de fusta sinó també la resta: muralles, columnes, escultures ornamentals, estàtues, arquitraus, metopes, cornisses, etc. sobretot a l'estil dòric. Els descobriments fets durant el segle xix han permès assegurar que els hel·lens cobrien amb un estuc, vermell generalment, la gradinates i el terra dels seus temples. Els capitells i arquitraus rebien un to carmí, les cornises eren blaves, realçades amb ornaments vermells, bruns, groc i verd, el blau era timpà, Les Canals, teules, i tots els fangs cuits oferien brillants colors, harmonitzats hàbilment. Els edificis civils o profans també estaven decorats amb pintures murals.

### Antiga Roma

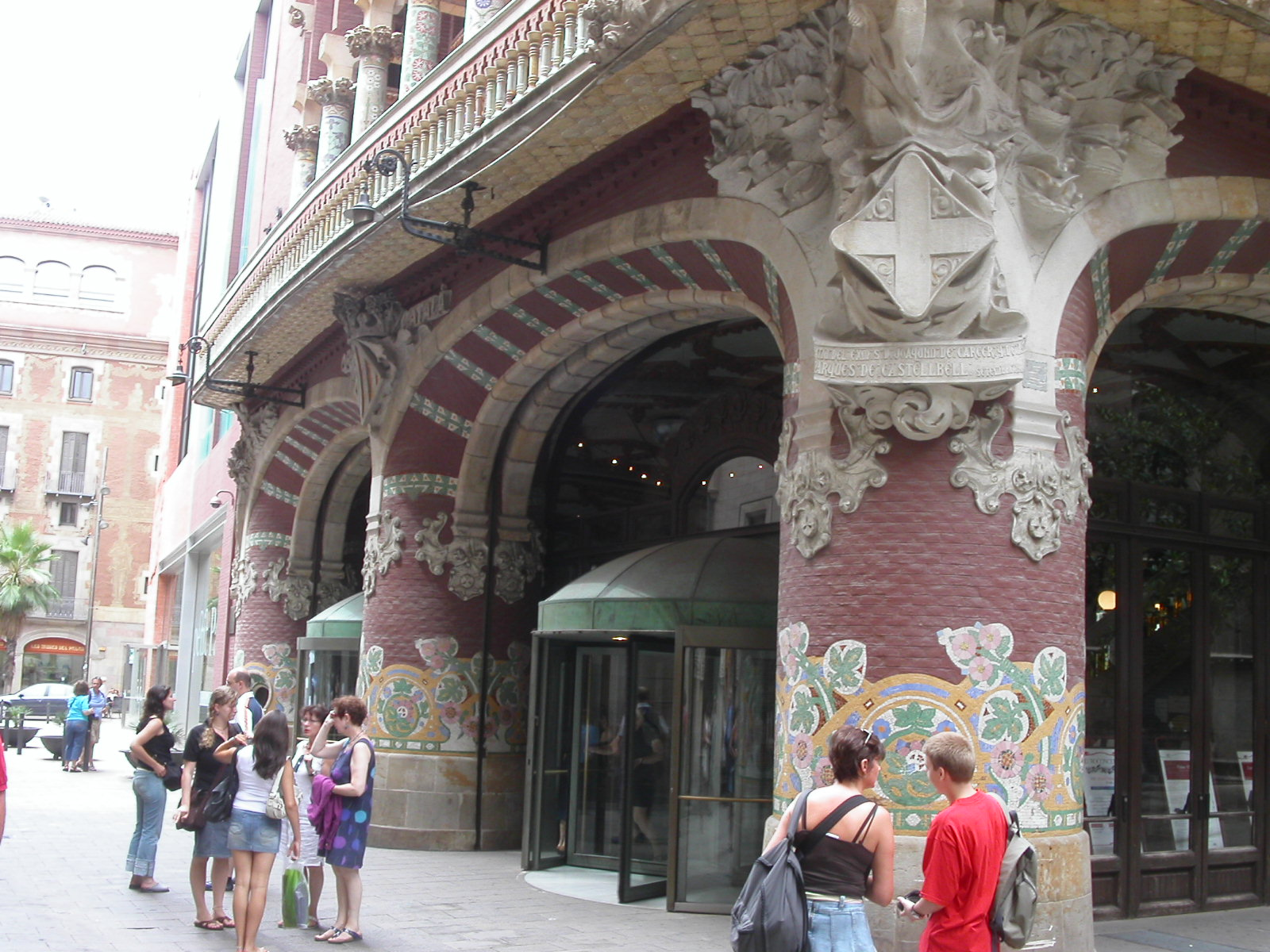
Palau de la Música Catalana

Els romans van emprar molt les columnes monòlits de marbre dels diversos matisos i mosaics, però van reproduir en marbre blanc monocrom les escultures policromes gregues. En general els romans preferien la monocromia a l'exterior i restringien els colors a, en tot cas, alguns elements interiors. Els romans d'Orient, hereus de l'art hel·lènic, van continuar la tradició i van transmetre la policromia als àrabs i als pobles d'Occident.

## Edat antiga a Amèrica
Els antics mexicans van policromar els seus monuments.

## Edat mitjana
Els artistes cristians i romans d'Orient de l'edat mitjana utilitzen la policromia, sobretot al període romànic i el començament del gòtic. Durant els primers segles de l'era cristiana s'entenia que les esglésies havien d'estar completament pintades al seu interior. Hi abunden, a més, els vitralls i rossetons policromats, les estàtues talledes en fusta i policromades, etc.

## Renaixement
Al Renaixement la policromia es practica sobretot en ceràmica esmaltada (terracotta invetriata) de diversos artistes toscans com, per exemple, Luca della Robbia, Andrea della Robbia i els membres del taller dels Della Robbia.

## Barroc i Rococó
Durant el barroc i el rococó es dona molta importància a la policomia en arquitectura i en escultura, que juga sobretot a la construcció altenant diferents materials. Com per exemple pedra extreta de lava assecada, per aconseguir, junt amb pedra o marbre blanc, edificis que alternen blanc i negre; o barrejant totxana i pedra; o la utilització de marbres de diferents colors per a la construcció d'escultures, elements arquitèctònics interiors i exteriors de palaus i esglésies o fins i tot per a ornamentar les parets.

## Època moderna i contemporània
A l'època moderna l'ús de la policromia per mitjà de la utilització de diversos materials alternats, les incrustacions i els recobriments, no cau gens en desús. A França s'utilitza amb profusió a l'estil imperi. A Catalunya és un element recurrent al modernisme (Puig i Cadafalch, Gaudí, etc.) que recorreix també, com a tècnica barata, fàcil de mantenir i versàtil; ja que permet qualsevol tipus de forma corvada, no només línies rectes; la ceràmica trencada o trencadís, una mena de mosaic. Al segle xx la policromia en escultures és present, per exemple, en algunes de Miró, com la Dona i Ocell, o més a la fi de segle a, per exemple Els Mistos del suec Claes Oldenburg i La cara de Barcelona, de l'estatunidenc Roy Lichtenstein. També és present a l'escultura i arquitectura del segle xxi, com per exemple a la Torre Agbar de Jean Nouvel o el terrat del Mercat de Santa Caterina, al barri del Born de Barcelona.

## Exemples

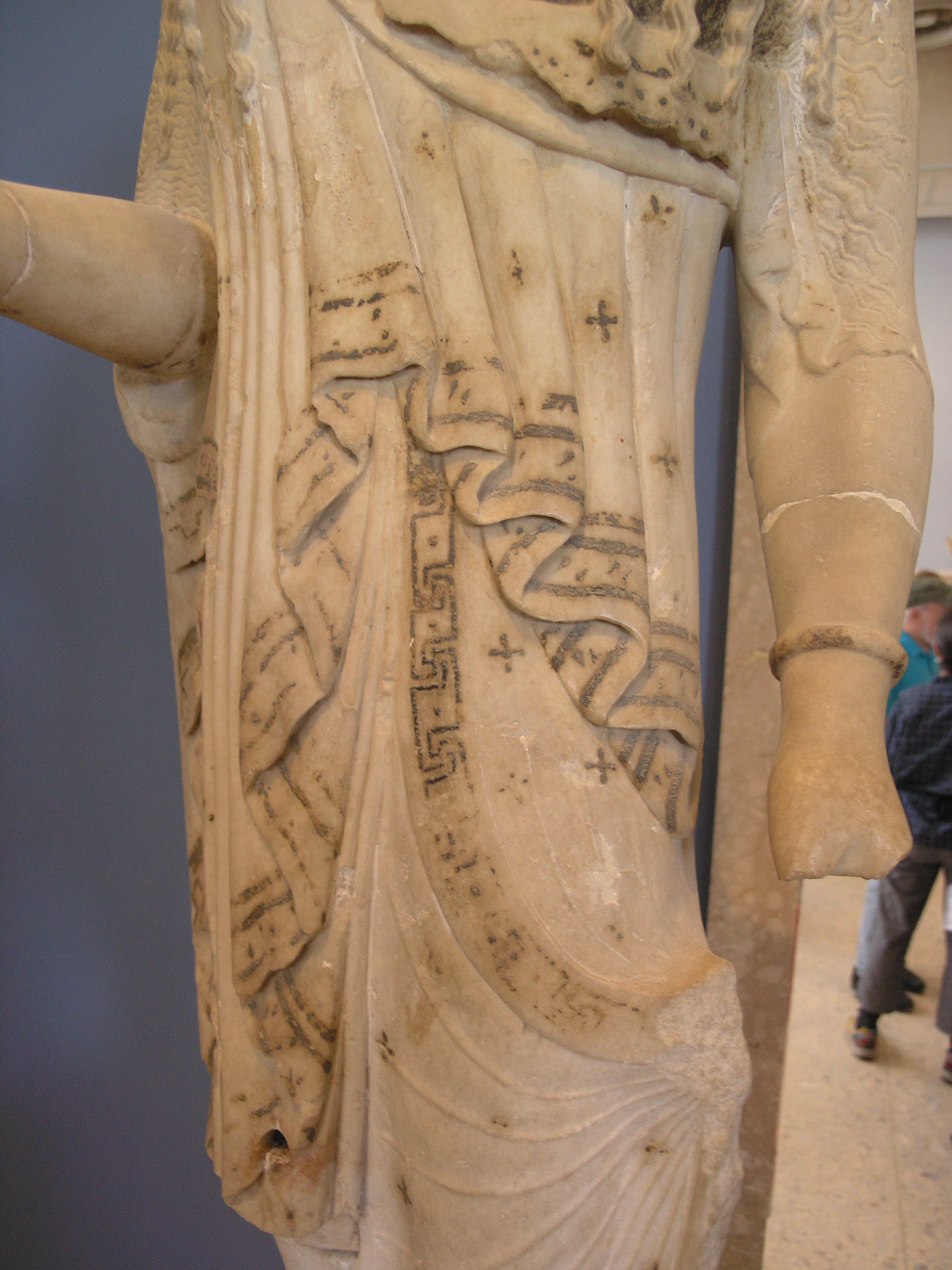
Traces de color a la kore 680, d'estil arcaic (antiga Grècia), segle VI aC
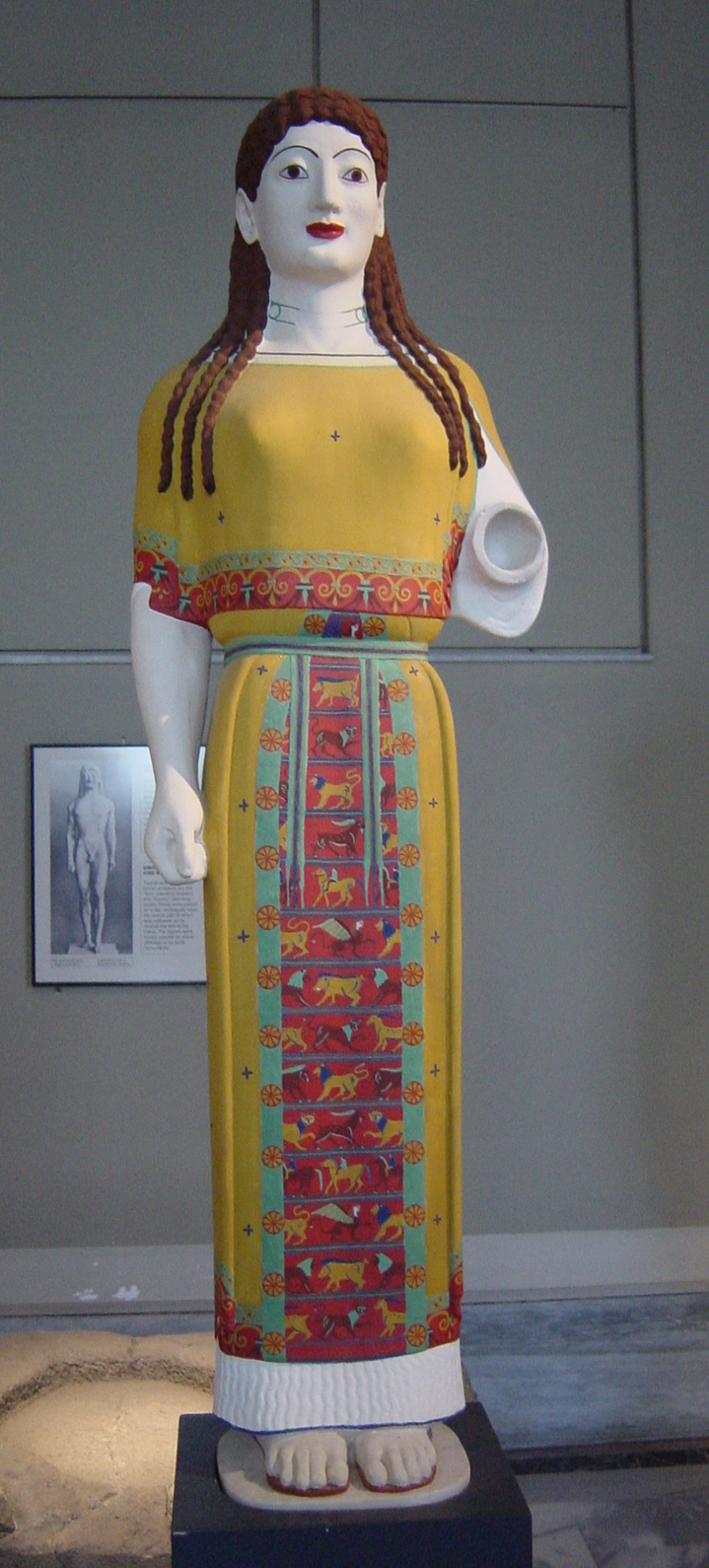
Reconstrucció de la kore del peple, amb els colors que es podrien haver fet servir, segle VI aC
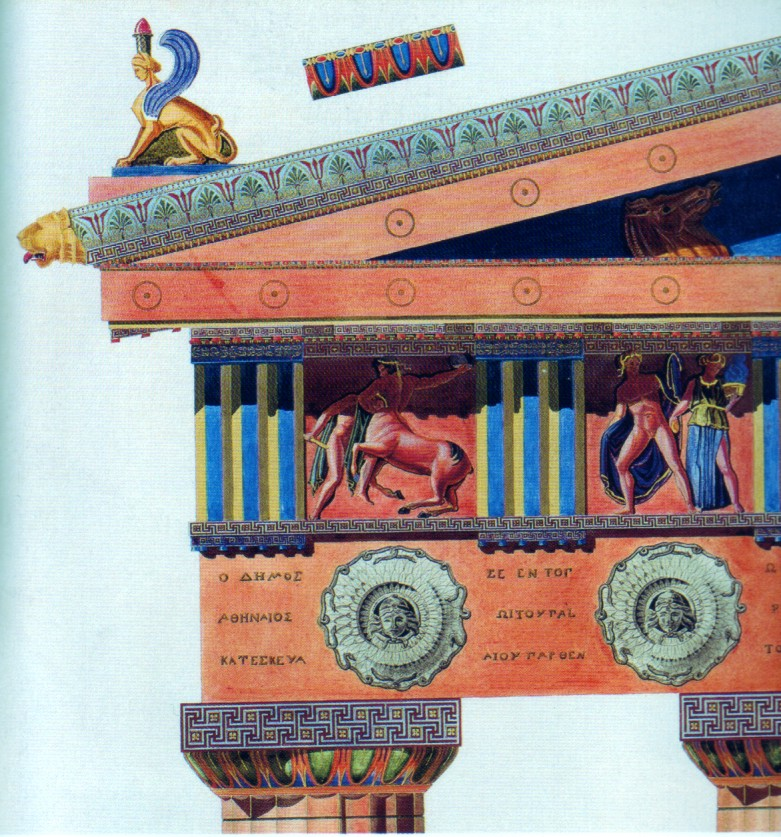
Detall d'una reconstrucció del Partenó, segle V aC
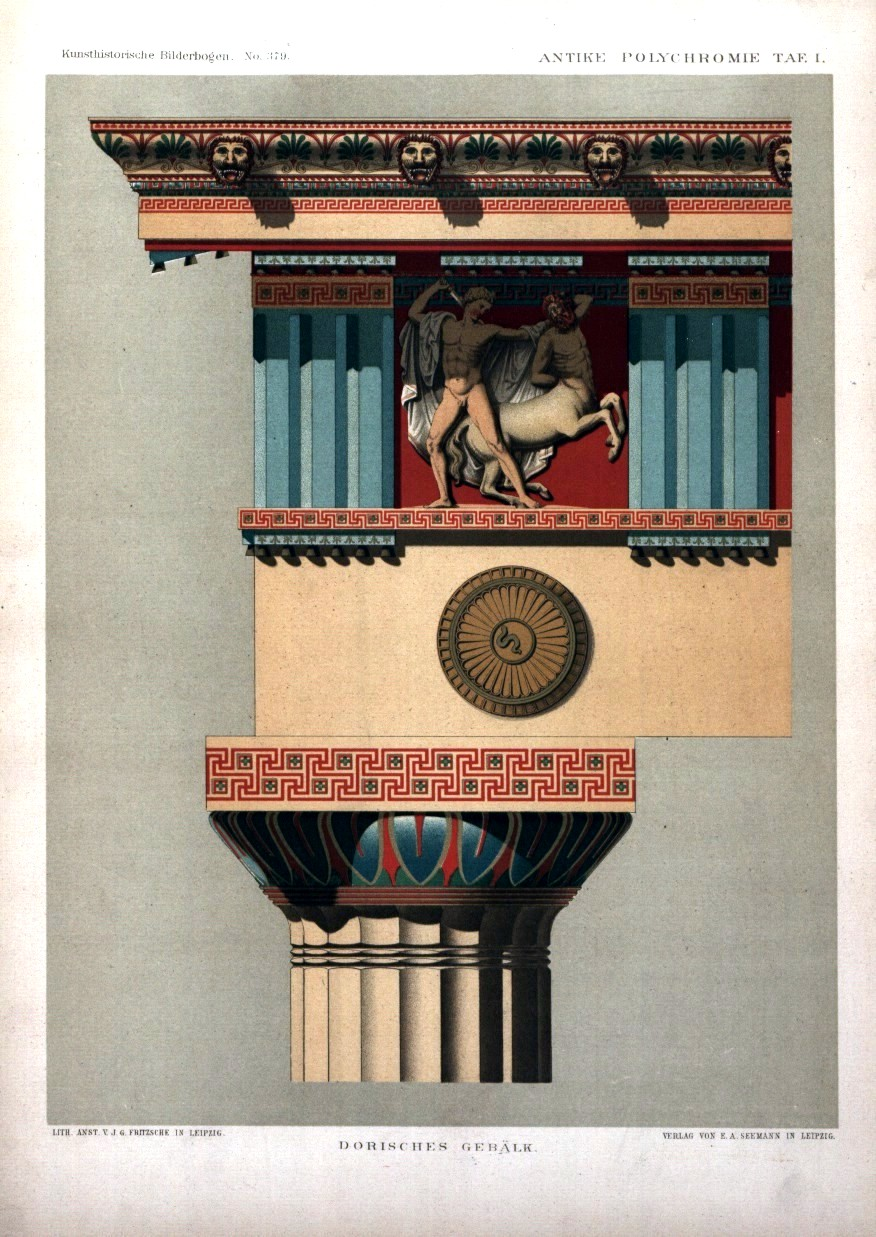
Reconstrucció en colors d'un detall d'un temple dòric, segle V aC
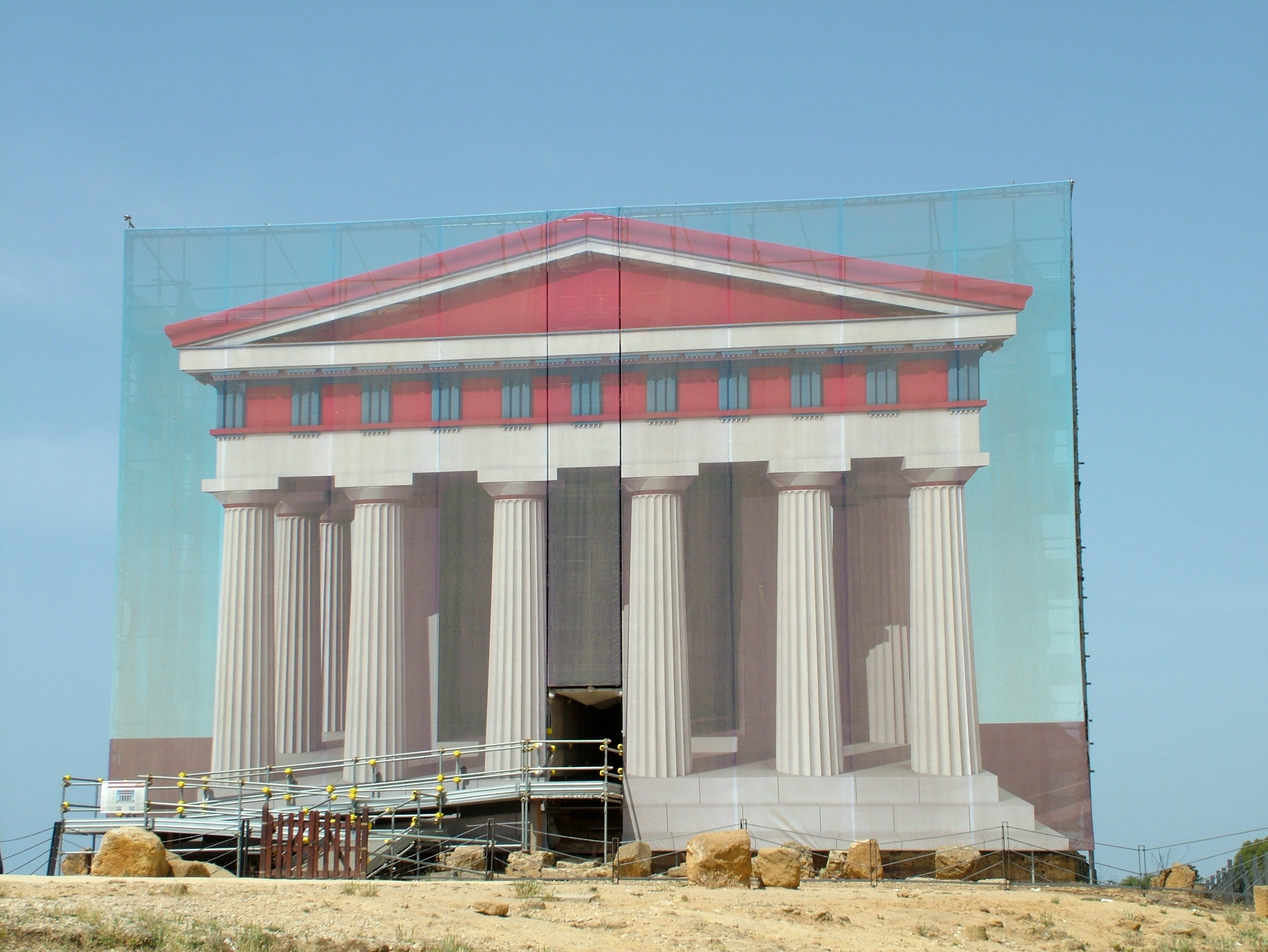
Colors originals d'un temple dòric típic
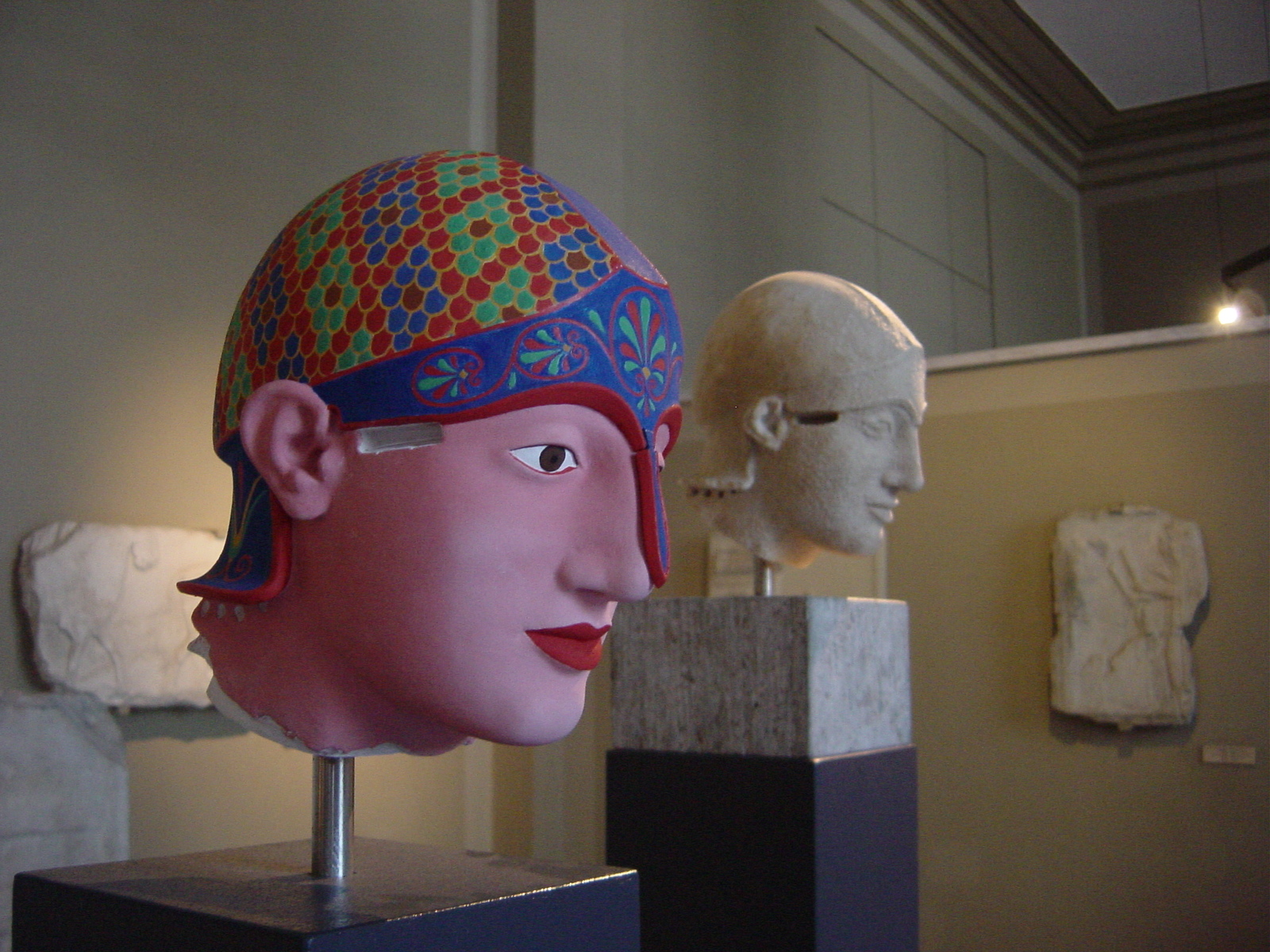
Escultura grega, segle V aC
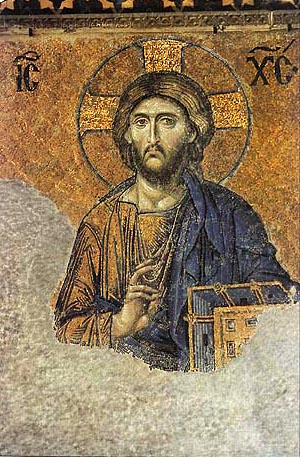
Pantocràtor romà d'Orient, segle VIII
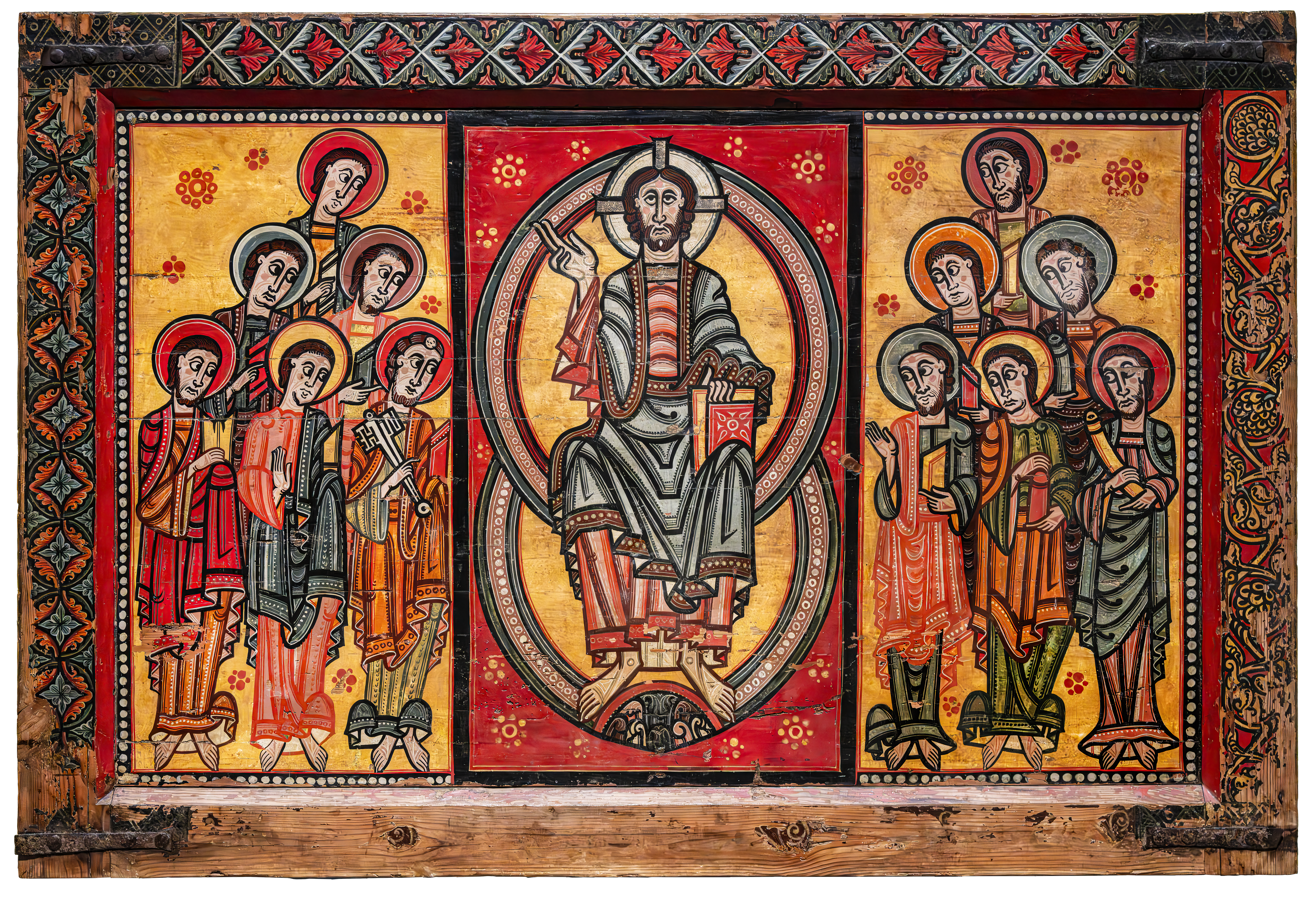
Frontal de la Seu d'Urgell o dels Apòstols, segle XII
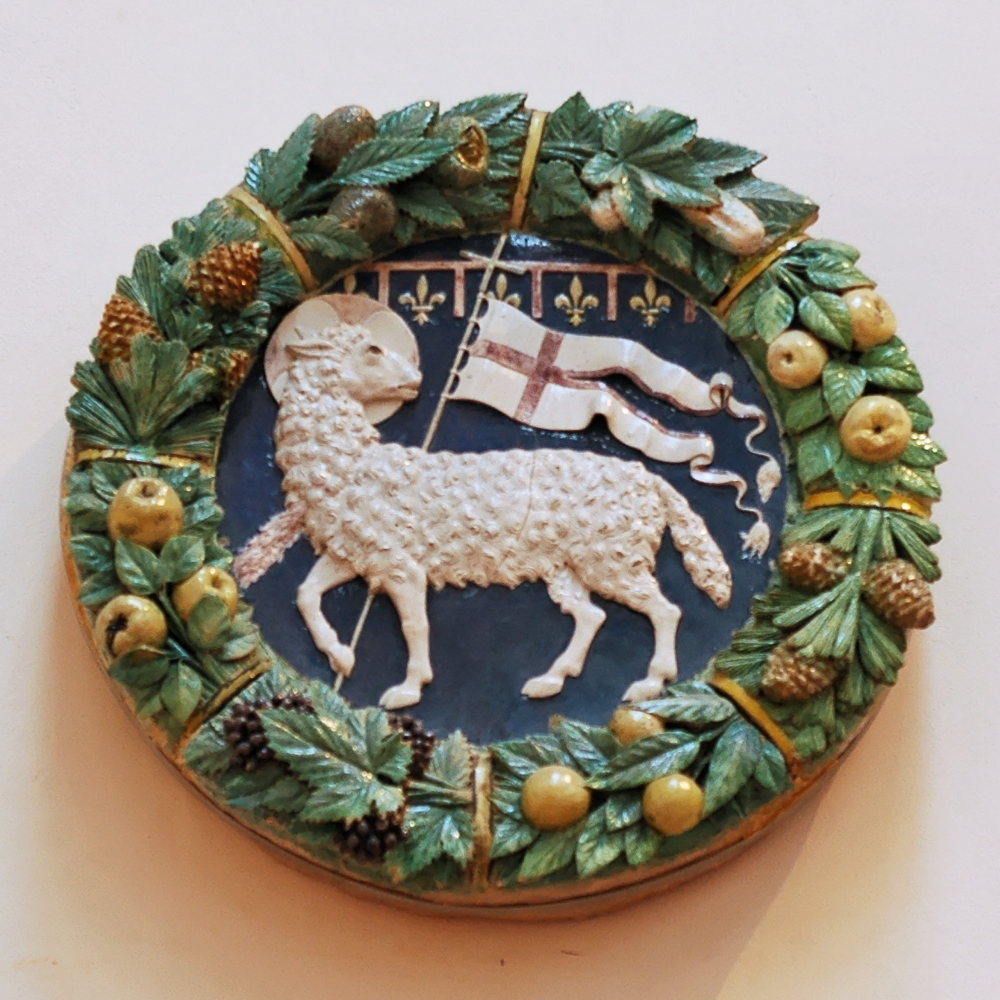
Emblema de l'art de la llana, amb la tècnica de la terracotta invetriata, segle XV
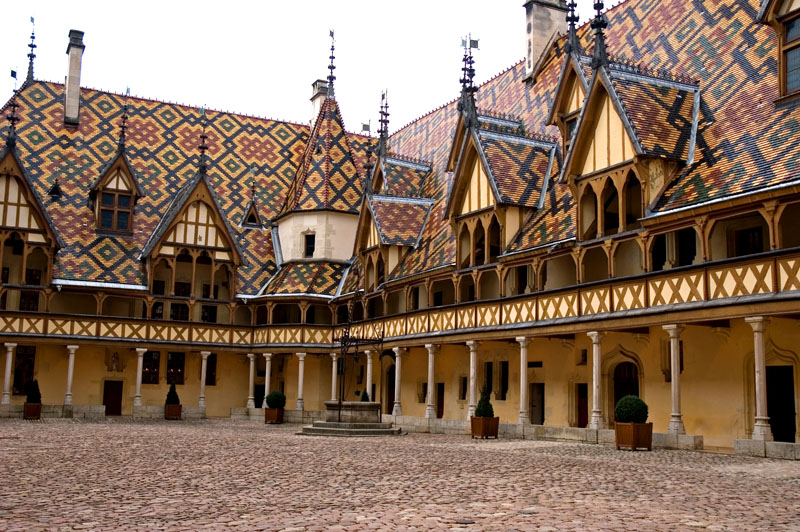
Pati d'un edifici gòtic francès, segle XV
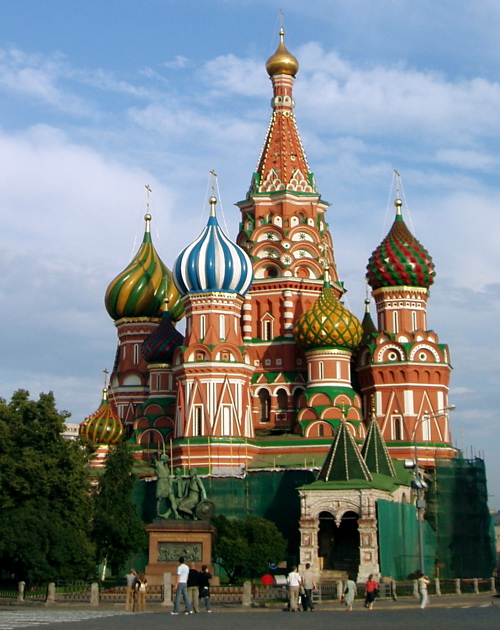
Catedral de Sant Basili, a Moscou, segle XVI
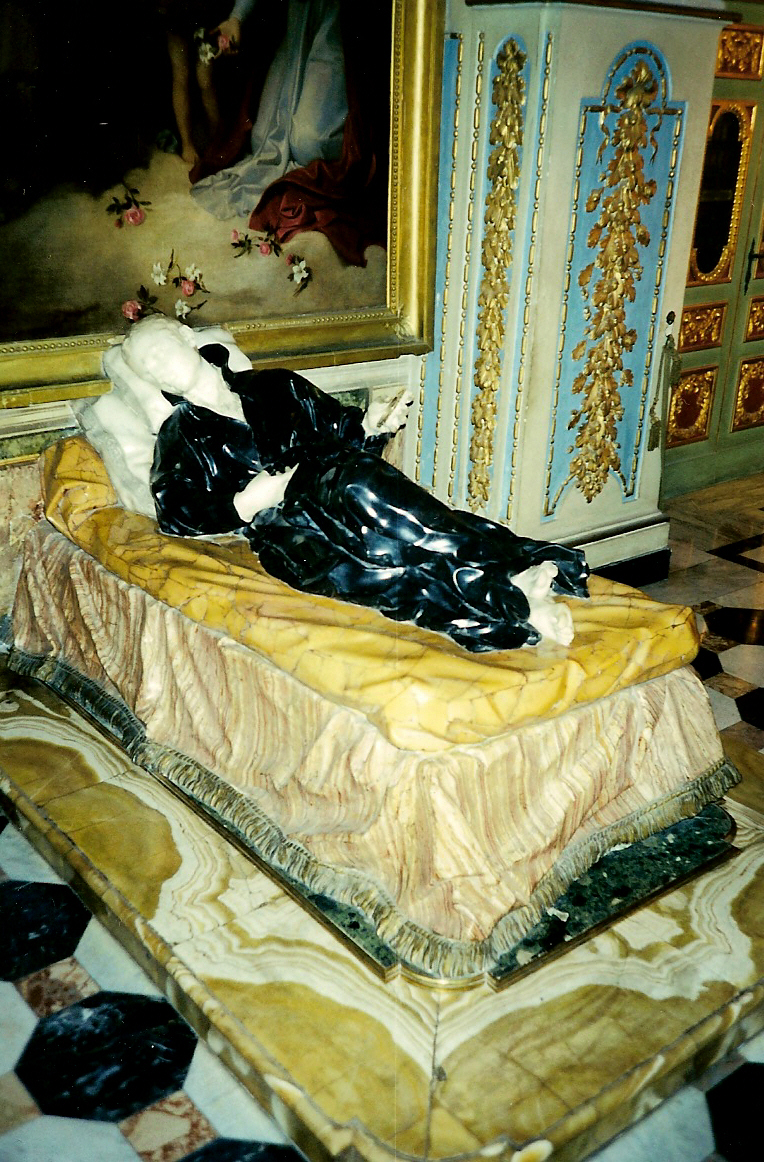
Estàtua barroca, segle XVIII
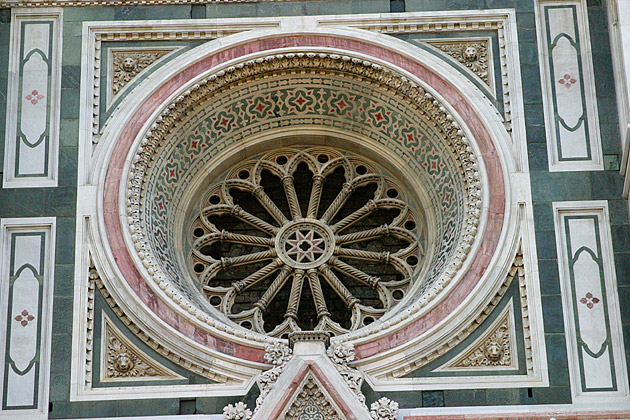
Detall de la façana de la Catedral de Florència, segle XIX
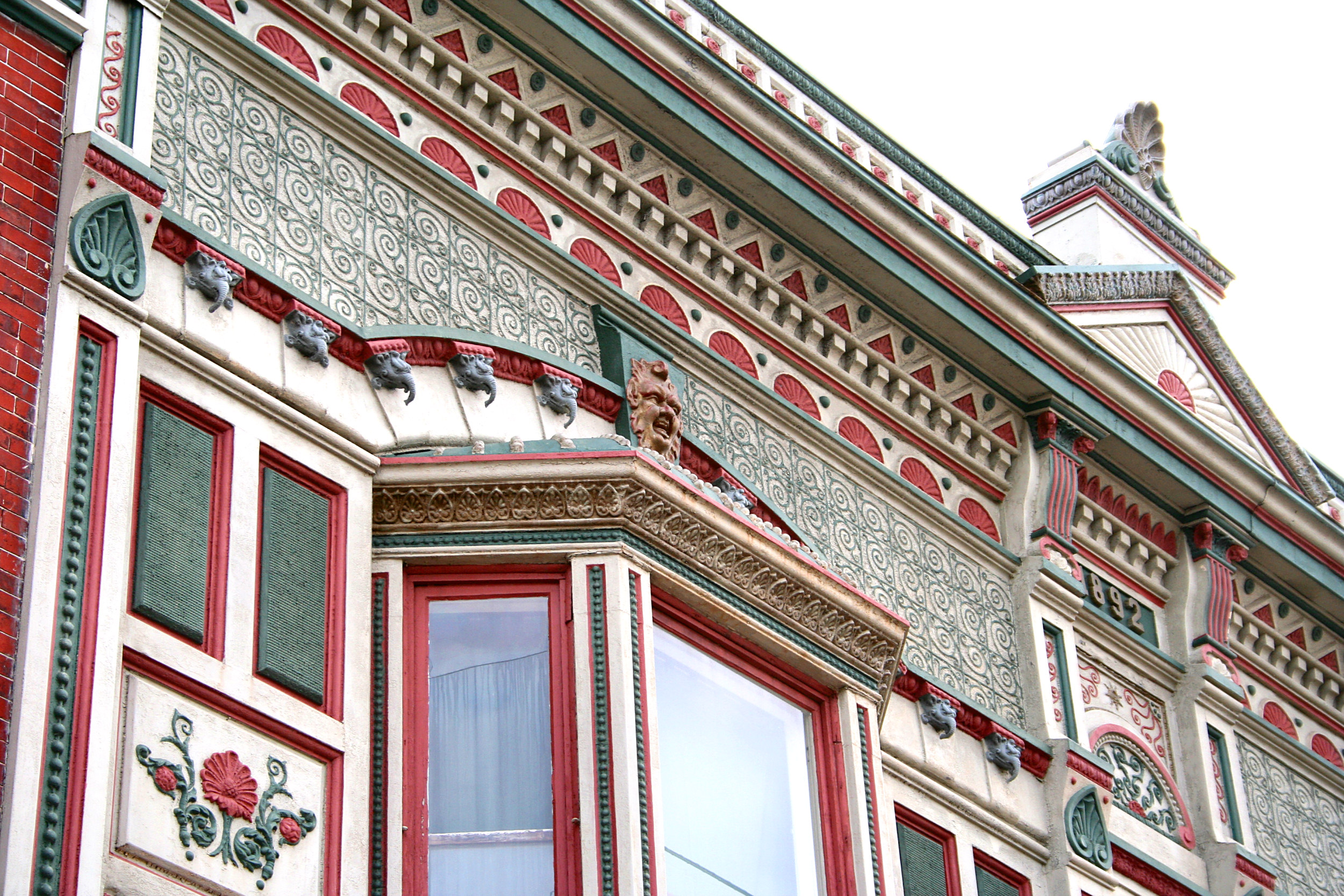
Façada d'estil victorià als Estats Units, segle XIX
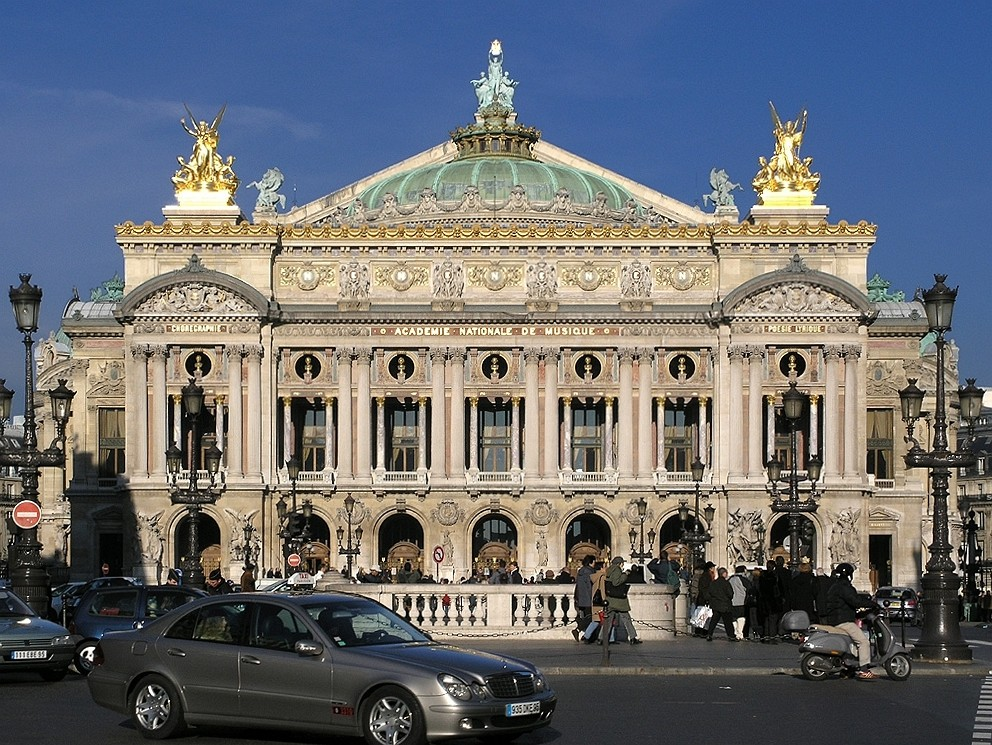
Òpera de París, segle XIX
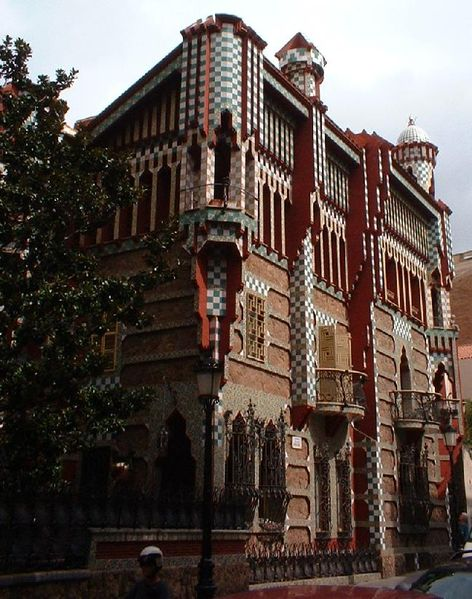
Casa Vicens de Gaudí, segle XIX
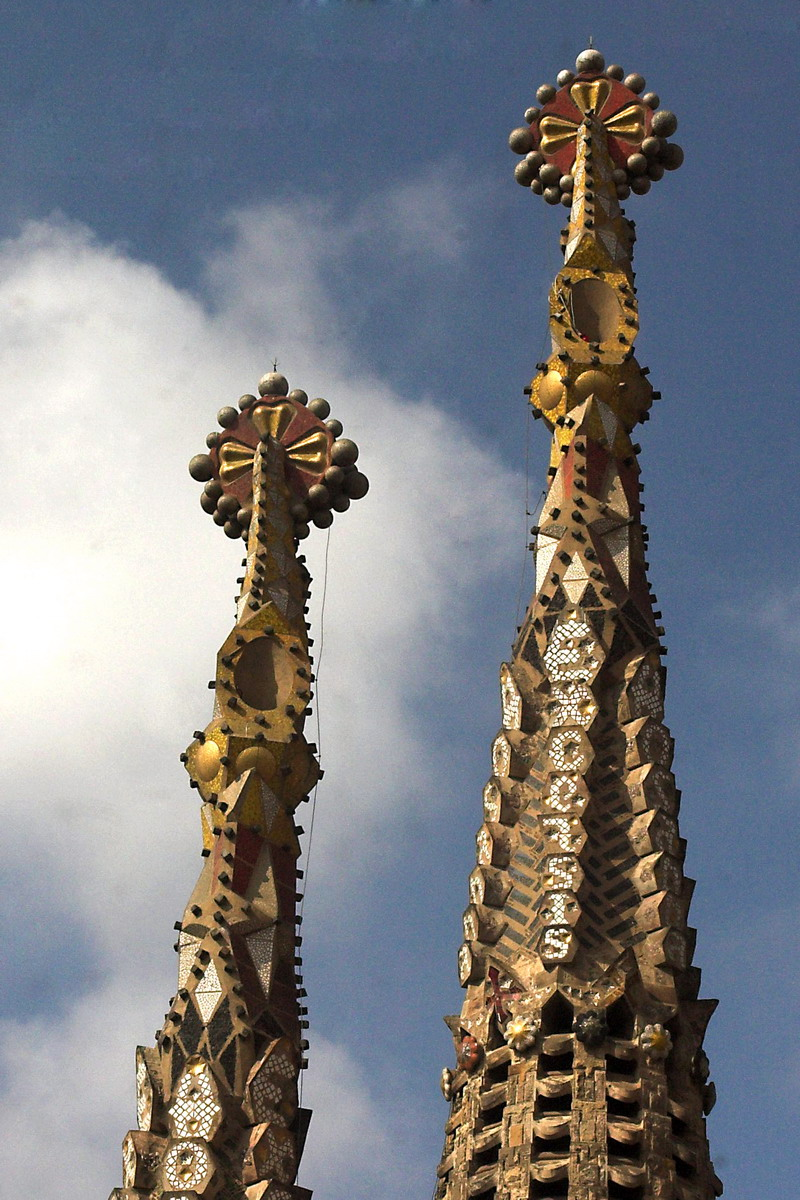
Detall de la Sagrada Família, segle XX
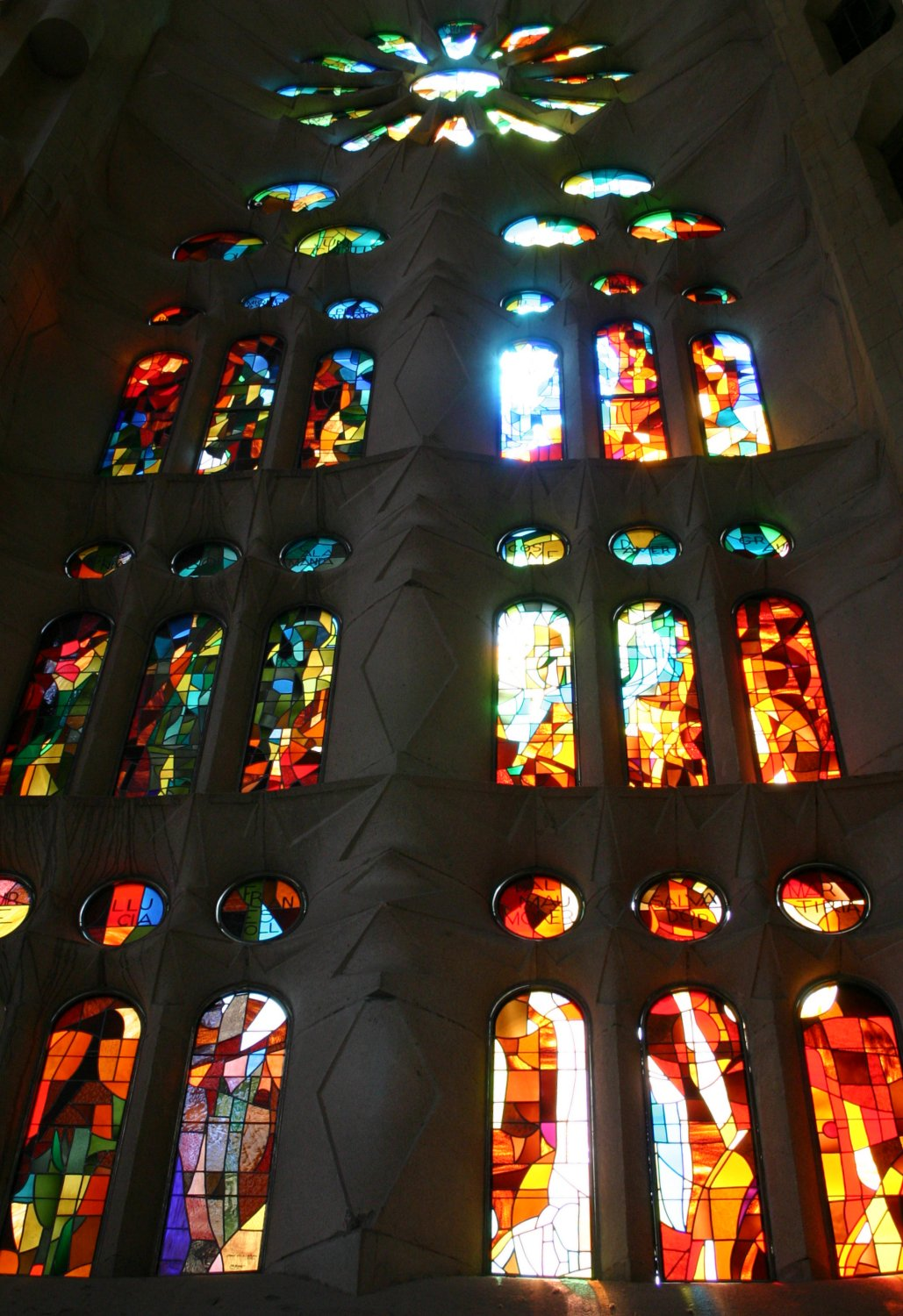
Vitrall a la Sagrada Família, segle XX
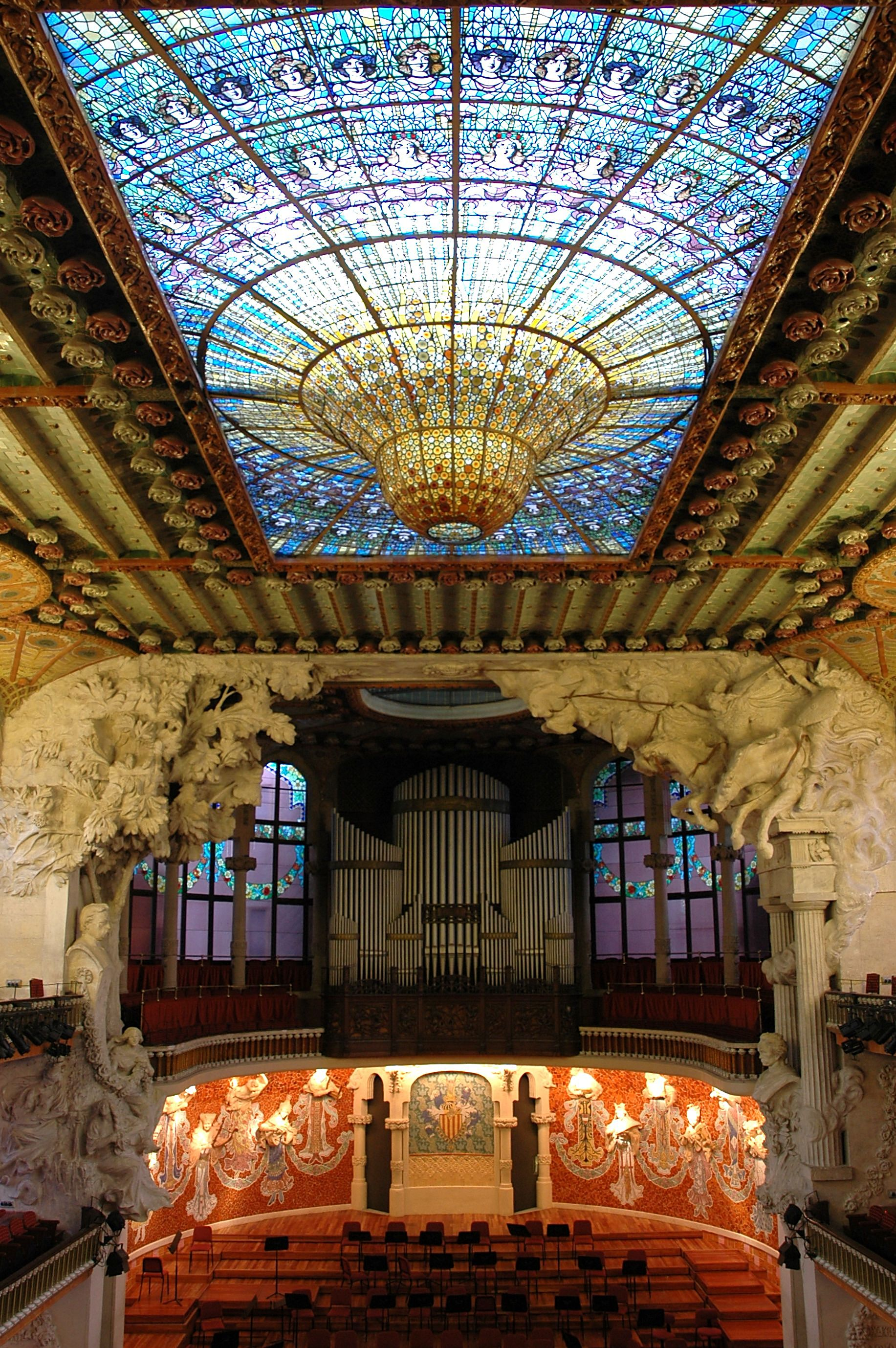
Interior del Palau de la Música Catalana, segle XX
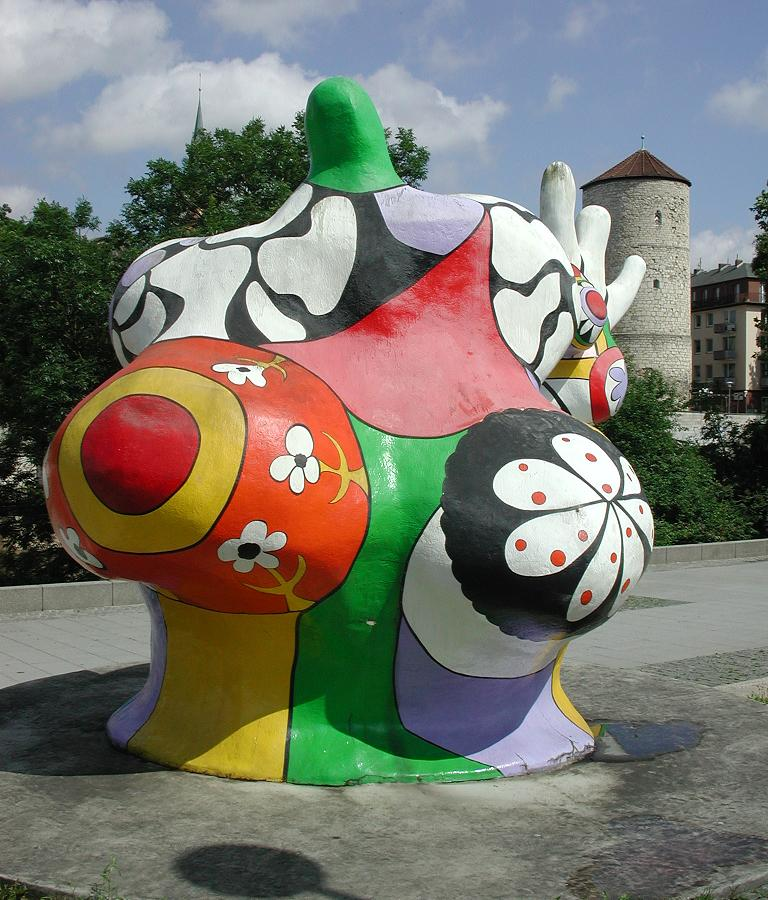
Estàtua policromada de Niki de Saint Phalle, segle XX
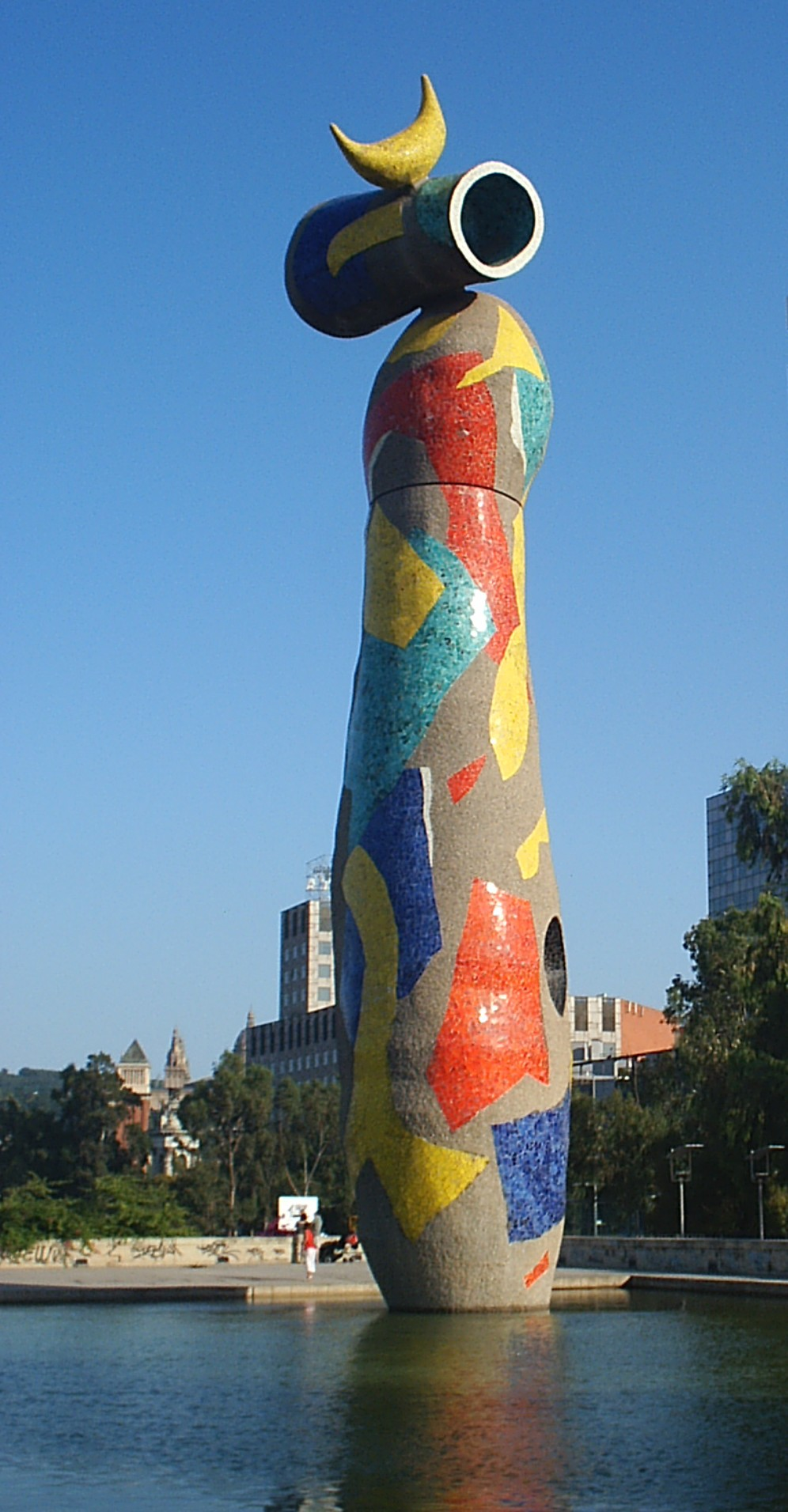
Dona i Ocell de Joan Miró, segle XX
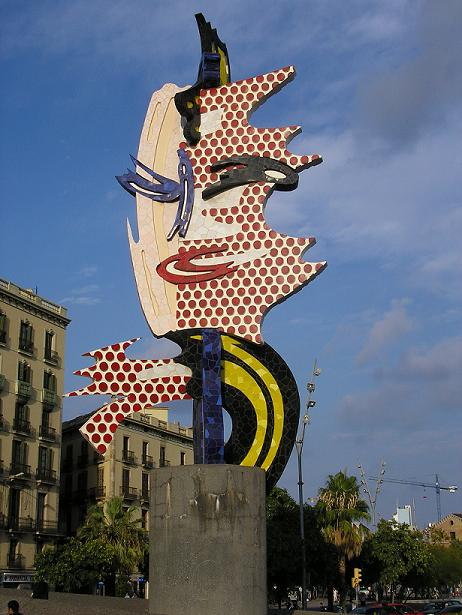
La cara de Barcelona, al Port Olímpic de la ciutat, segle XX
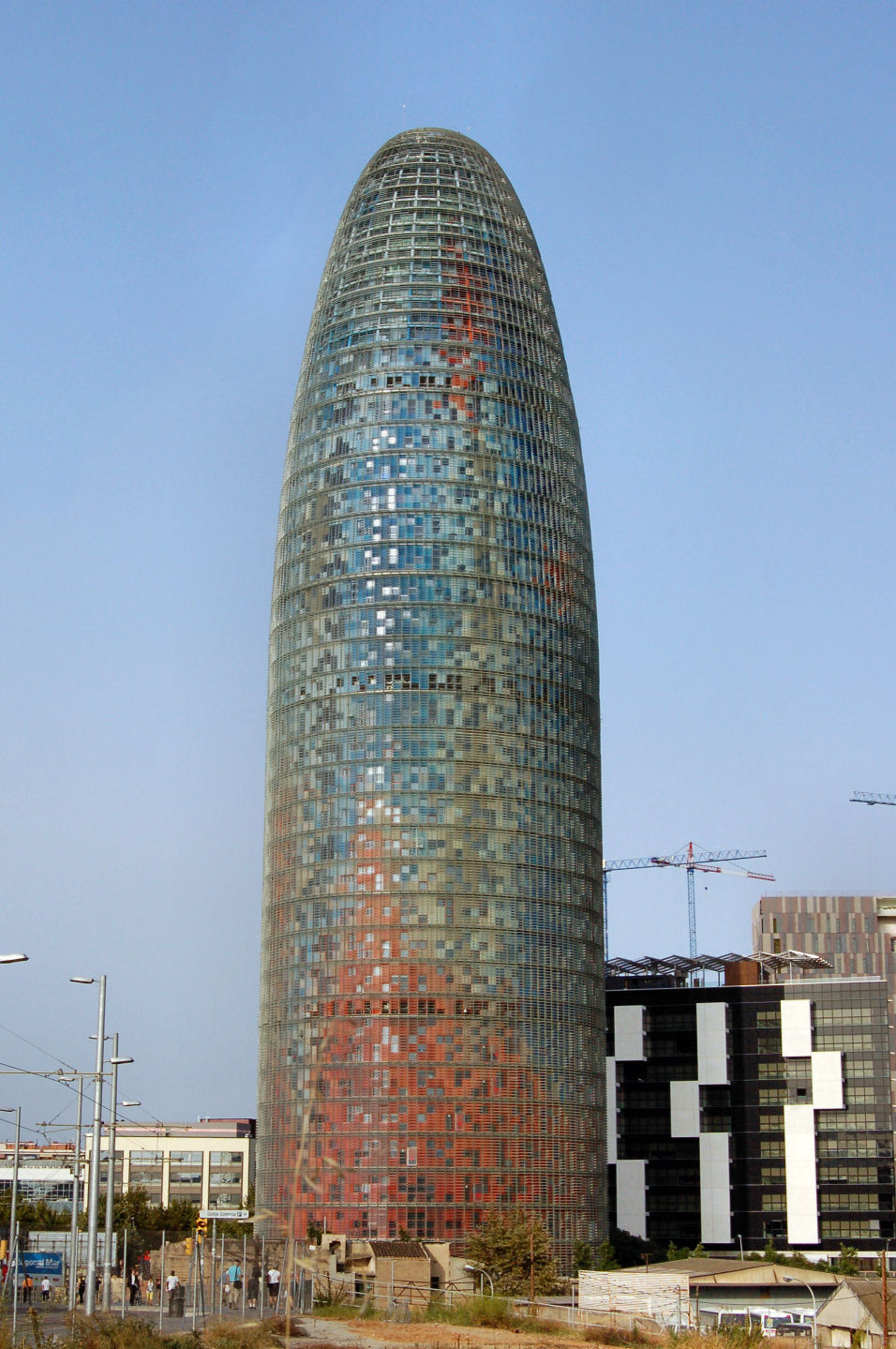
Torre Agbar a Barcelona, segle XXI